# Campyloneurus
Campyloneurus (лат.) — род паразитических наездников из семейства Braconidae.

## Распространение
Афротропика, Австралазия, Ориентальная область, Западная Палеарктика, Восточная Азия.

## Описание
Мелкие бракониды. Усики тонкие, нитевидые. От близких родов отличается следующими признаками: 3-й и/или 4-й метасомальные тергиты в задней части с хорошо развитой зазубреной поперечной бороздкой, остаток этих тергитов обычно грубо скульптурирован. Усики длиннее переднего крыла; усики без аннулюса; терминальный членик жгутика не заостренный; скапус выпуклый снизу; дорсальный клипеальный край килевидный, состоит из 3-х прямых участков; глаза голые; лоб не вдавлен, за исключением срединной борозды; мезосома гладкая и блестящая; нотаули развиты; скутеллярная борозда зубчатая; прекоксальная борозда отсутствует; проподеум гладкий, без срединных продольных и боковых килей; жилка переднего крыла 1-М прямая; угол между жилками переднего крыла 1RS и C+SC+R более 55 градусов; жилка переднего крыла 1cu-a интерстициальная или почти таковая; жилка переднего крыла 1CUb более или менее прямая; жилка переднего крыла 2CUa не расширена заднемедиально; основание заднего крыла более или менее равномерно щетинистое; базальная доля коготков округлая; 1-й и 2-й тергиты метасомы соединены подвижно; первый тергит метасомы с неполными дорсальными килями; 3-5 тергиты метасомы с субзадней поперечной часто зубчатой бороздкой; яйцеклад с предвершинным дорсальным узлом.

## Систематика
Род был впервые выделен в 1900 году венгерским энтомологом Gyözö Viktor Szépligeti (1855—1915). Включён в состав трибы Aphrastobraconini из подсемейства Braconinae. Включает несколько видов, в том числе виды синонимизированных с ним родов Diolcia  (Enderlein, 1920) и Monolcia  (Enderlein, 1920) и :
- C. albicans Enderlein, 1920
- C. alkmaarensis Cameron, 1911
- C. angulosus (Enderlein, 1920)[6]
- C. apicalis (Enderlein, 1920)
- C. ater Szepligeti, 1900
- C. australiensis (Szepligeti, 1901)
- C. basalis Szepligeti, 1906[7]
- C. basiornatus Cameron, 1911
- C. batavianus Szepligeti, 1910
- C. bicarinatus (Enderlein, 1920)
- C. bicolor Szepligeti, 1900typus
- C. biplicatus Roman, 1915
- C. brevistriolatus Cameron, 1911
- C. brunneomaculatus (Cameron, 1903)
- C. camerunus Szepligeti, 1914[8]
- C. campbelli (Cameron, 1907)
- C. carinogastra Ramakrishna Ayyar, 1928
- C. cilles (Cameron, 1904)
- C. cingulicauda Enderlein, 1920
- C. concolor (Szepligeti, 1901)
- C. consimilis (Enderlein, 1920)
- C. crassipes (Smith, 1858)
- C. crassitarsis (Cameron, 1903)
- C. cultricaudis Cameron, 1911
- C. durbanensis (Cameron, 1906)
- C. elegans Szepligeti, 1914
- C. emaillatus Fahringer, 1931
- C. enderleini Fahringer, 1931
- C. erythrothorax Szepligeti, 1908
- C. exoletus (Smith, 1858)
- C. firmus (Cameron, 1900)
- C. flavicosta (Enderlein, 1920)
- C. flavimarginatus (Enderlein, 1920)
- C. fulvipennis Szepligeti, 1908
- C. fuscipennis Szepligeti, 1915[9]
- C. gibbiventris Enderlein, 1920
- C. haragamensis (Cameron, 1905)
- C. heterospilus Cameron, 1911
- C. heuvelensis Cameron, 1911
- C. hindostanus (Smith, 1873)
- C. hirpinus (Cameron, 1903)
- C. hirtipes Szepligeti, 1914
- C. impressimargo Enderlein, 1920
- C. insulicolus Cameron, 1911
- C. itea (Cameron, 1897)
- C. kirbyi (Cameron, 1905)
- C. lacciphagus Shenefelt, 1978
- C. latesuturalis Turner, 1919
- C. latispeculum Enderlein, 1920
- C. limbaticauda (Enderlein, 1920)
- C. lineaticaudis Cameron, 1911
- C. liogaster Szepligeti, 1914
- C. maculiceps Szepligeti, 1914
- C. maculistigma Enderlein, 1920
- C. manni Fahringer, 1928
- C. marginiventris Enderlein, 1920
- C. maynei (Cameron, 1912)
- C. mediator (Cameron, 1906)
- C. melanosoma Szepligeti, 1908
- C. melas (Szepligeti, 1901)
- C. meridionalis (Cameron, 1906)
- C. nigricosta Enderlein, 1920
- C. nigrithorax Fahringer, 1931
- C. pallidus Roman, 1914
- C. persimilis Szepligeti, 1914
- C. phosphor (Brues, 1924)
- C. pilitarsis Cameron, 1911
- C. praeclarus Turner, 1918
- C. praepotens Turner, 1918
- C. profugus Turner, 1918
- C. punctativentris Enderlein, 1920
- C. quadrifasciatus Cameron, 1911
- C. radiator (Brues, 1926)
- C. resolutus (Cameron, 1909)
- C. reticulatus Enderlein, 1920
- C. rotundatus Szepligeti, 1908
- C. rubrituberculatus Cameron, 1911
- C. rufus Szepligeti, 1911
- C. rugosus (Szepligeti, 1901)
- C. saitis (Cameron, 1909)
- C. serenans Enderlein, 1920
- C. serenimanus (Enderlein, 1920)
- C. sexfasciatus (Cameron, 1912)
- C. sikkimensis (Cameron, 1907)
- C. similis Szepligeti, 1913[10]
- C. speculiger Enderlein, 1920
- C. spilopus (Cameron, 1905)
- C. striatus (Szepligeti, 1900)
- C. striolatus Szepligeti, 1914
- C. suspectus (Brues, 1926)
- C. tenuilineatus Cameron, 1911
- C. tibialis Enderlein, 1920
- C. transiens Szepligeti, 1911
- C. tricarinatus (Enderlein, 1920)
- C. trispeculatus Enderlein, 1920
- C. umbratilus (Cameron, 1899)
- C. undicuneus Enderlein, 1920
- C. wissmanni Fahringer, 1935
- C. xanthurus Fahringer, 1935

### Дополнения
2020 год
- Campyloneurus brachyurus Li et al., 2020[2]
- Campyloneurus lasiofacialis Li et al., 2020
- Campyloneurus longitergum Li et al., 2020
- Campyloneurus longitudinalis Li et al., 2020
- Campyloneurus micromacularis Li et al., 2020
- Campyloneurus nigriventris Li et al., 2020
- Campyloneurus pachypus Li et al., 2020
- Campyloneurus promiscuus Li et al., 2020
- Campyloneurus quadraticeps Li et al., 2020
- Campyloneurus robusticella Li et al., 2020
- Campyloneurus rugifacialis Li et al., 2020
- Campyloneurus stigmosus Li et al., 2020
- Campyloneurus tergipunctatus Li et al., 2020